# Politikerverdrossenheit
Der Neologismus der Politikerverdrossenheit (bzw. Politikerverdruss) beschreibt allgemein die (subjektive) Einschätzung der Bevölkerung, von der ‚falschen‘ politischen Elite regiert und vertreten zu werden, und die daraus resultierende generelle Verdrossenheit gegenüber Politikern aus dem „Establishment“, d. h. gegenüber der politischen Klasse.
Der Begriff bezieht sich damit ausschließlich auf die politische Führungsschicht, beschreibt jedoch keinesfalls eine etwaige Abneigung gegenüber dem Politischen System als Ganzem. Im Gegenteil: Menschen mit hohem Politikerverdruss zeigen mitunter ein starkes soziales Engagement oder setzen sich aktiv in ihrem eigenen Umfeld für ein gestärktes politisches Bewusstsein ein, etwa indem sie eine Bürgerinitiative gründen oder an einer solchen teilnehmen. Politikerverdrossenheit darf daher nicht mit Politikverdrossenheit oder gar Demokratieverdrossenheit gleichgesetzt werden.
Politikerverdrossenheit ist ein seit Jahren steigender und besonders stark bei Jugendlichen ausgeprägter gesamtgesellschaftlicher Trend, der laut Umfragen (Politbarometer) aktuell bei etwa 70–75 Prozent liegt.